# Нотура-крихітка
Нотура-крихітка (Nothura minor) — птах, що належить до родини тинамо́вих (Tinamidae).

## Поширення
Зазвичай зустрічається на низовинних вологих луках на висоті до 1000 м. Населяє також вологі степи та пасовища. Вид поширений у південно-східній Бразилії та східному Парагваї.

## Опис
Тіло сягає лише 18-20 см завдовжки. Верх тіла світло-коричневого забарвлення з чорними плямами та жовтими смугами. Горло та черево жовті. На голові є каштановий вінець. Дзьоб чорного кольору, ноги жовті. Крила мають рудий відтінок.

## Спосіб життя
Основу раціону складають плоди та ягоди. У невеликих кількостях споживає безхребетних, квіти, насіння. Яйця висиджує самець. У кладці можуть бути до 10 яєць від різних самиць. Гніздо розміщується на землі. Інкубація триває 21 день.